# Vịt mào
Vịt mào là một loài vịt có danh pháp hai phần Mergellus albellus, thuộc họ Vịt. Môi trường sống chủ yếu là ở các vùng nước ngọt, phân bố khắp châu Âu và châu Á. Ở một số nước châu Á, đây là loài gia cầm quan trọng.

## Hình ảnh

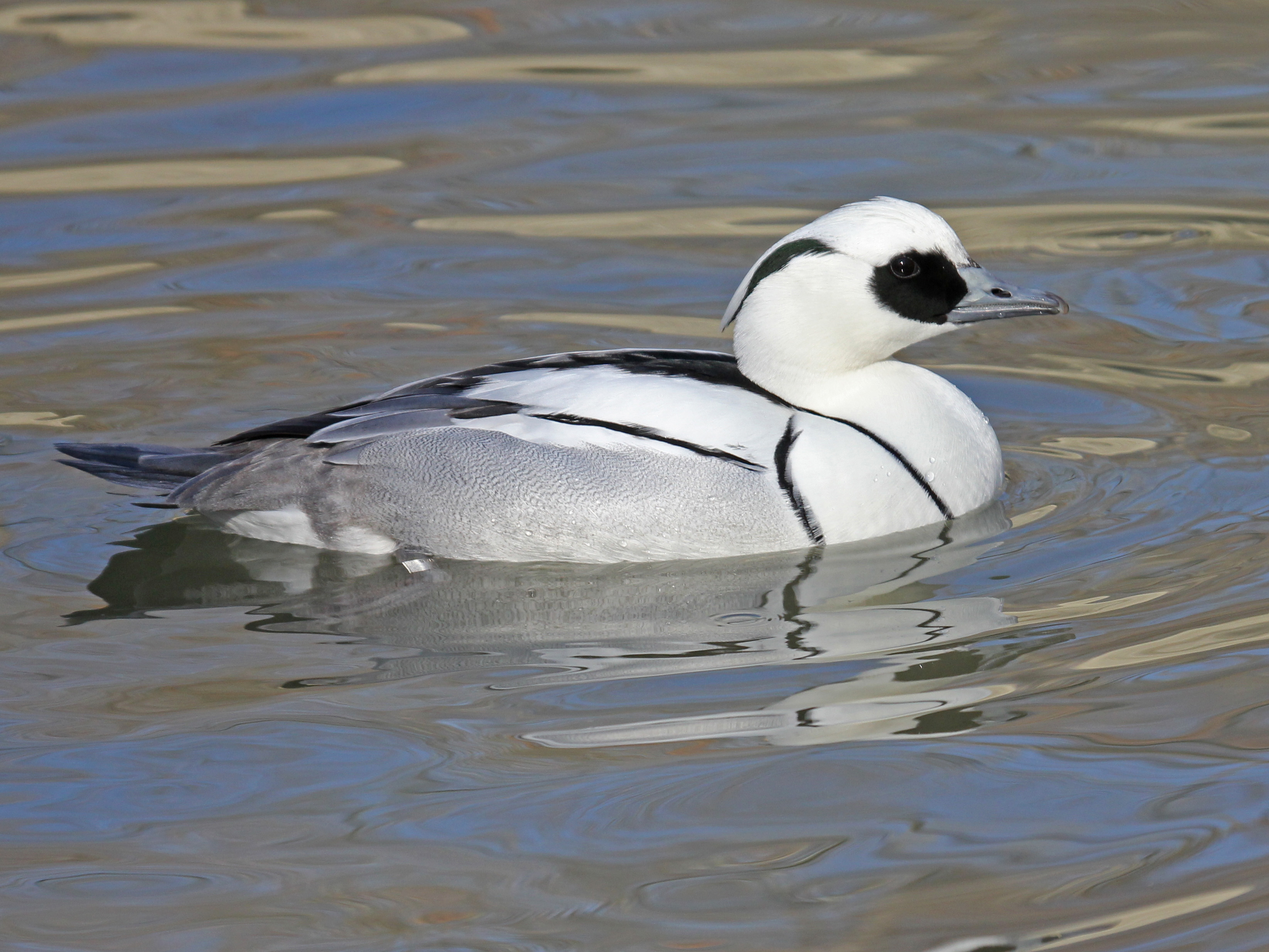
Male
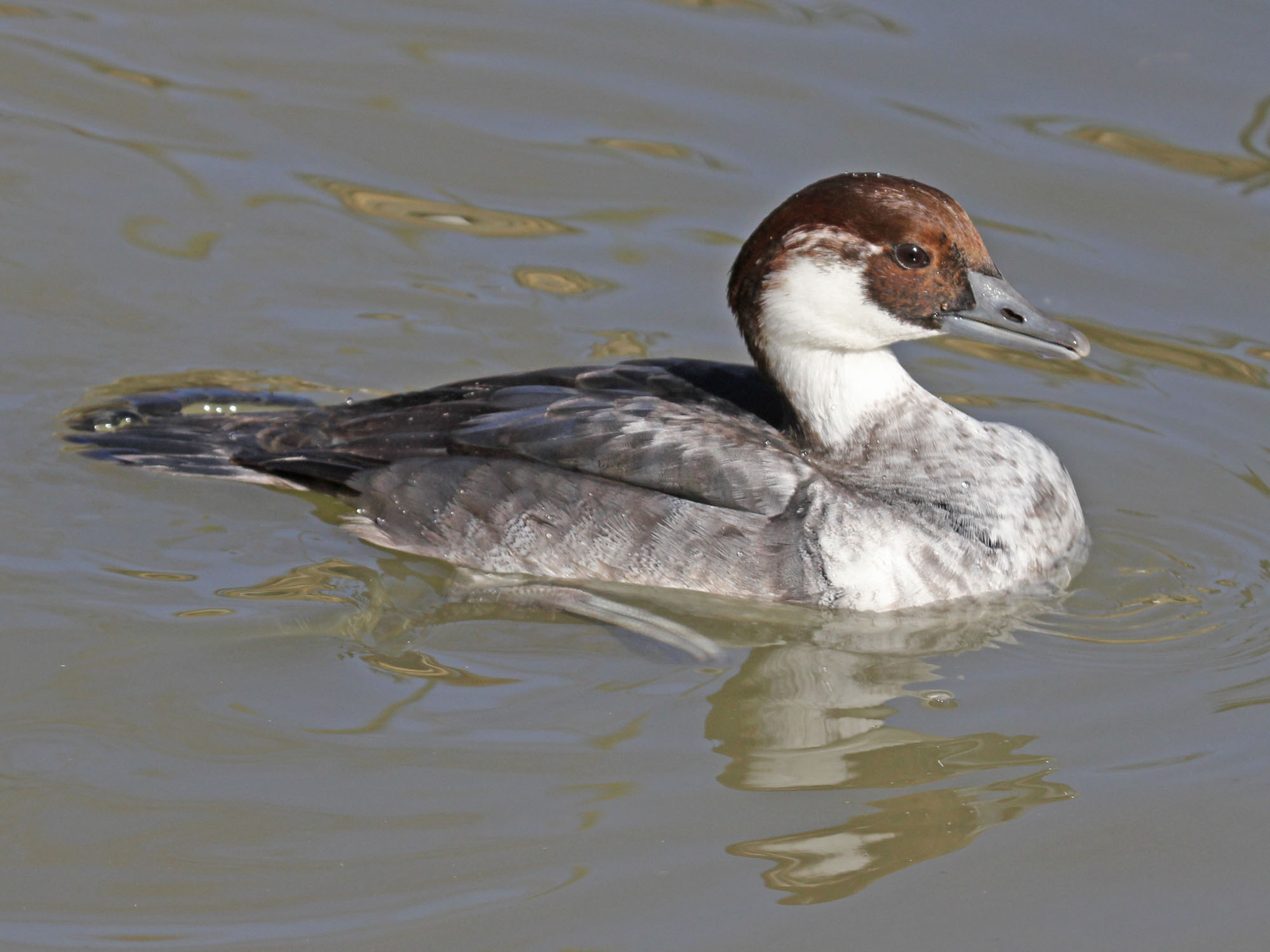
Female
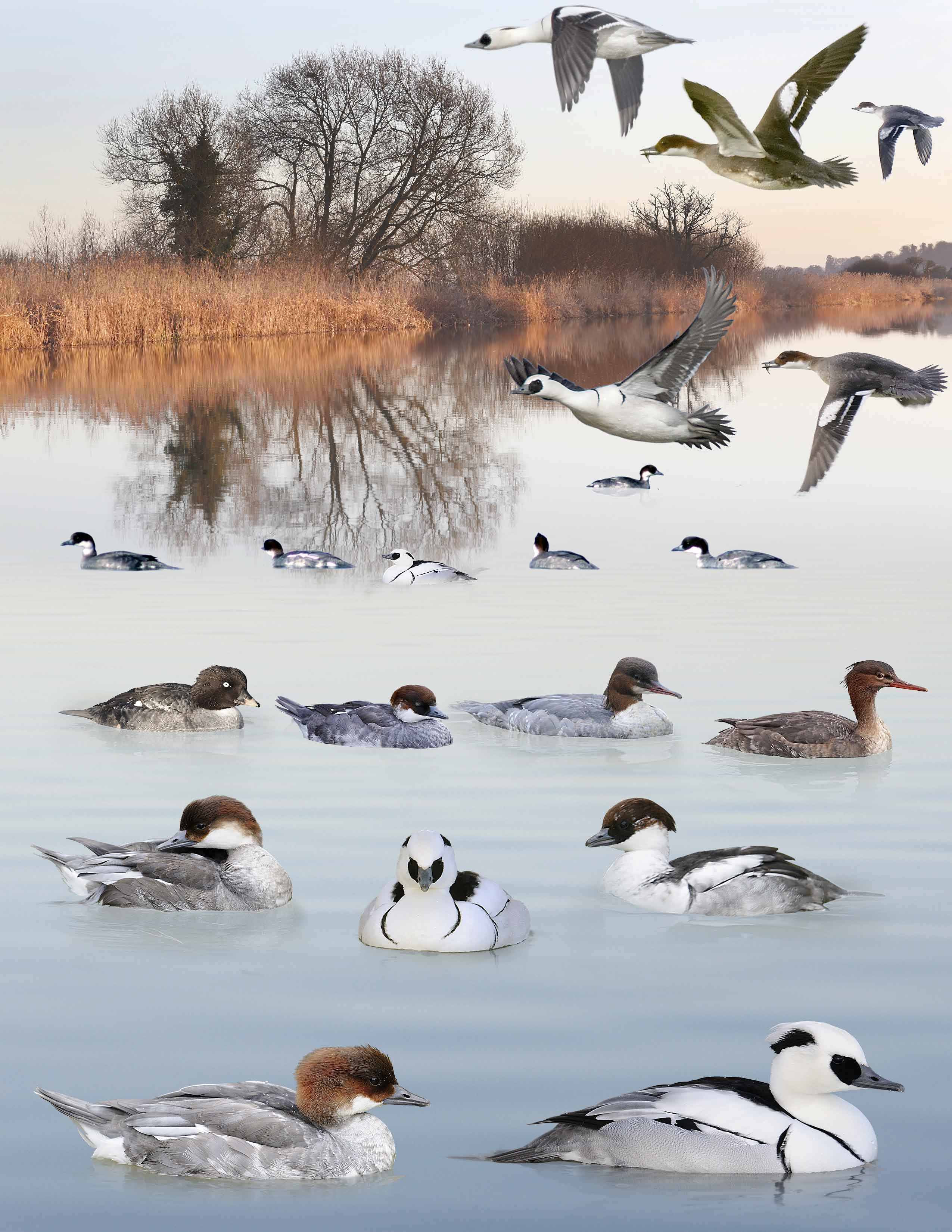
ID composite
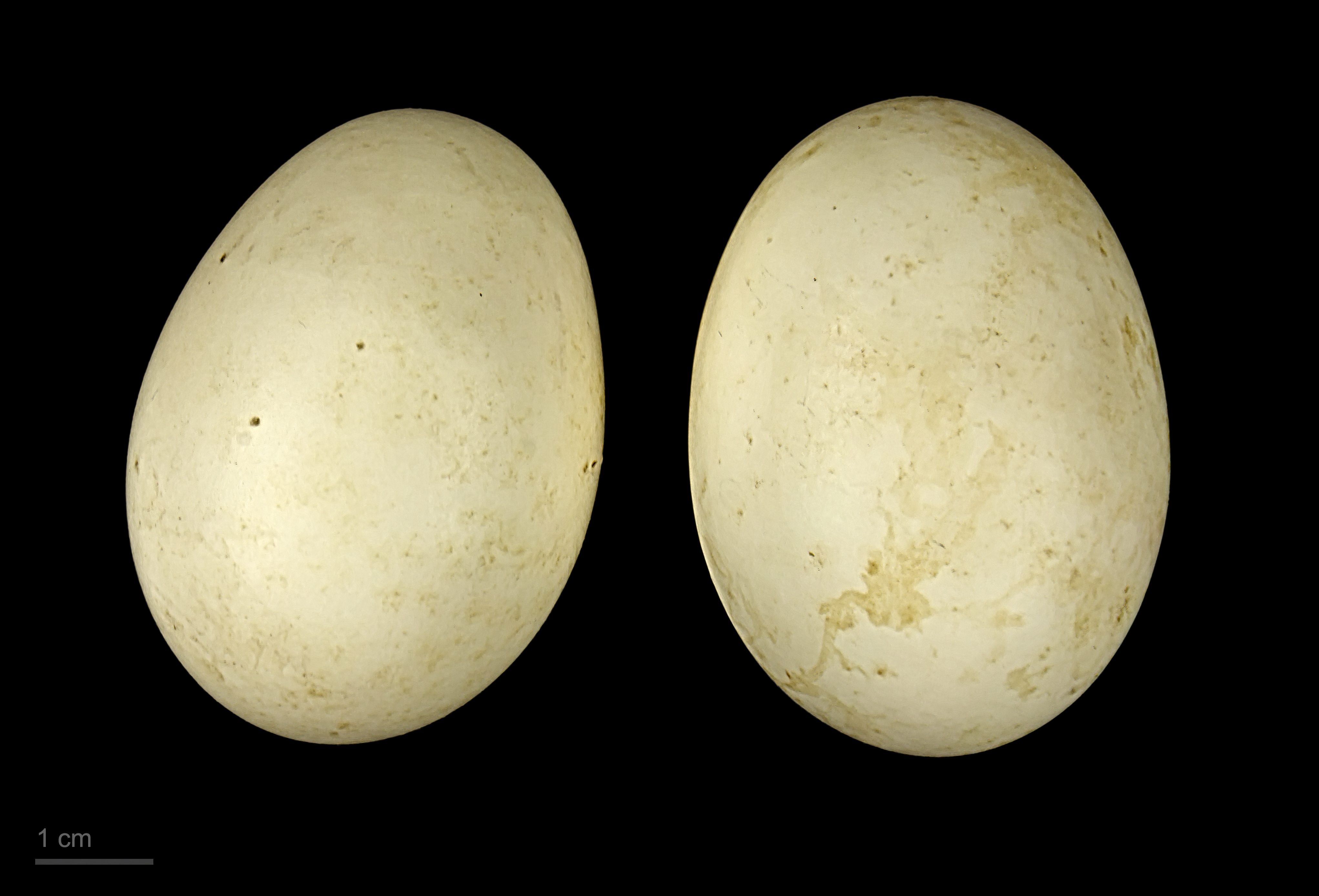
Museum specimen